# Avaliação de xadrez
A avaliação de xadrez é uma medida numérica da vantagem de uma posição no jogo de xadrez dada por um motor através da análise dos melhores lances.
Estes programas utilizam uma notação padronizada para indicar qual lado está com a vantagem, levando em conta fatores como a materialidade, a segurança dos reis, a estrutura de peões, casas bem controladas e a mobilidade das peças.

## Como funciona
Tal avaliação é representada através da medida "centipawn" (centésimos de peão/ponto) e como um número positivo ou negativo, que indica a vantagem de um lado em relação ao outro. 
Por exemplo, se a avaliação for +1.37, isso significa que o motor considera que as peças brancas têm uma vantagem de 1,37 peão (ou 137 "centipawns") na posição atual, enquanto uma avaliação de -3.82 indicaria que o lado preto está em vantagem de 3,82 peões.
A letra M nessa escrita indica "mate", ou seja, +M4 significa que as brancas podem forçar um xeque-mate em 4 lances.
Uma notação de 0.00 indica que a posição está completamente empatada.

## Outros fatores e técnicas
Além dos fatores mencionados, engines de xadrez mais potentes também podem levar em conta outros fatores importantes, como a presença de peças menores (cavalos e bispos) em posições dominantes, a presença de peões passados, a qualidade das diagonais e colunas controladas pelas peças, a possibilidade de jogadas táticas ou de sacrifícios para obter vantagem, entre outros.
Os programas de computador de xadrez usam diferentes técnicas e algoritmos para realizar a avaliação de uma posição de forma eficiente e precisa. Alguns desses algoritmos utilizam uma abordagem baseada em regras, em que o programa segue um conjunto de regras predefinidas para avaliar a posição. Outros algoritmos utilizam uma abordagem baseada em aprendizado de máquina, em que o programa é treinado em um grande conjunto de jogos de xadrez para aprender padrões e relações entre diferentes aspectos da posição.